# 인터콘티넨털컵 (야구)
인터콘티넨털컵(Intercontinental Cup)은 국제 야구 연맹이 후원하는 국제적인 야구 대회이다. 일반적으로 우리나라에서는 대륙간컵 야구대회로 불린다. 1973년에 이탈리아에서 1회 대회가 열렸고, 1999년까지 2년마다 한 번씩 열렸다. 2001년 대회는 2002년으로 연기되었고, 이후 대회는 4년마다 한 번씩 열리게 되었지만 국제야구연맹(IBAF)은 2010년 대회를 마지막으로 대륙간컵 대회를 폐지하기로 결정했다. 그 대신 21세 이하 월드컵 대회 개최를 연구하고 있는 것으로 알려져 있다.

## 역대 대회 결과
| 회수 | 년도   | 개최국         | 우승           | 준우승       | 3위             |
| ---- | ------ | -------------- | -------------- | ------------ | --------------- |
| 1회  | 1973년 | 이탈리아       | 일본           | 푸에르토리코 | 미국            |
| 2회  | 1975년 | 캐나다         | 미국           | 일본         | 니카라과        |
| 3회  | 1977년 | 니카라과       | 대한민국       | 미국         | 일본            |
| 4회  | 1979년 | 쿠바           | 쿠바           | 일본         | 미국            |
| 5회  | 1981년 | 캐나다         | 미국           | 쿠바         | 도미니카 공화국 |
| 6회  | 1983년 | 벨기에         | 쿠바           | 미국         | 중화 타이베이   |
| 7회  | 1985년 | 캐나다         | 쿠바           | 대한민국     | 일본            |
| 8회  | 1987년 | 쿠바           | 쿠바           | 미국         | 일본            |
| 9회  | 1989년 | 푸에르토리코   | 쿠바           | 일본         | 푸에르토리코    |
| 10회 | 1991년 | 스페인         | 쿠바           | 일본         | 니카라과        |
| 11회 | 1993년 | 이탈리아       | 쿠바           | 미국         | 일본            |
| 12회 | 1995년 | 쿠바           | 쿠바           | 일본         | 니카라과        |
| 13회 | 1997년 | 스페인         | 일본           | 쿠바         | 오스트레일리아  |
| 14회 | 1999년 | 오스트레일리아 | 오스트레일리아 | 쿠바         | 일본            |
| 15회 | 2002년 | 쿠바           | 쿠바           | 대한민국     | 도미니카 공화국 |
| 16회 | 2006년 | 중화민국       | 쿠바           | 네덜란드     | 중화 타이베이   |
| 17회 | 2010년 | 중화민국       | 쿠바           | 네덜란드     | 이탈리아        |

## 국가별 메달 순위
| 순위 | 국가            | 우승 | 준우승 | 3위 | 전체 메달 개수 |
| ---- | --------------- | ---- | ------ | --- | -------------- |
| 1    | 쿠바            | 10   | 3      | 0   | 13             |
| 2    | 일본            | 2    | 5      | 5   | 12             |
| 3    | 미국            | 2    | 4      | 2   | 8              |
| 4    | 대한민국        | 1    | 2      | 0   | 3              |
| 5    | 오스트레일리아  | 1    | 0      | 1   | 2              |
| 6    | 푸에르토리코    | 0    | 1      | 1   | 2              |
| 7    | 네덜란드        | 0    | 1      | 0   | 1              |
| 8    | 니카라과        | 0    | 0      | 3   | 3              |
| 9    | 중화 타이베이   | 0    | 0      | 2   | 2              |
| 10   | 도미니카 공화국 | 0    | 0      | 2   | 2              |

## 같이 보기
- 야구 월드컵
- 월드 베이스볼 클래식
- 세계 청소년 야구 선수권 대회